# Tobøl
Tobøl er landsby i Sydjylland, beliggende i Føvling Sogn, 1 kilometer fra Kongeåen mellem Ribe og Holsted. Landsbyen ligger i Vejen Kommune og tilhører Region Syddanmark.
Tobøl indgår i et samarbejde med nabobyerne Føvling og Stenderup under navnet "Lokalrådet 6683", hvor tallet refererer til postnummeret for området.